# Juniperus monosperma
Juniperus monosperma é uma espécie de conífera da família Cupressaceae.
Apenas pode ser encontrada nos Estados Unidos.